# Шаян (река)
Шаян (Чаян) — река в Казахстане, протекает по территории Байдибекского района Туркестанской области. Впадает в Арыс-Туркестанский канал.

## География
Река Шаян берёт начало на склоне хребта Каратау северо-западнее села Байжансай. Течёт на юго-запад мимо сёл Алгабас и Жулдыз. У села Казата на реке устроено Капчагайское водохранилище. Далее река течёт мимо сёл Мынбулак, Шаян, Шыбыт, Жамбыл, Жиенкум. Впадает в Арыс-Туркестанский канал неподалёку от села Спатаево.
Длина реки составляет 138 км, площадь водосборного бассейна — 1500 км². Средний расход воды у села Мынбулак составляет 1,93 м³/с. Имеет более 90 притоков, из них крупнейшие — Майбулак и Акбет. Ширина поймы 300—500 м. Воды реки используются для орошения сельскохозяйственных угодий.